# ザ・ビートルズ・スーパー・ライヴ!

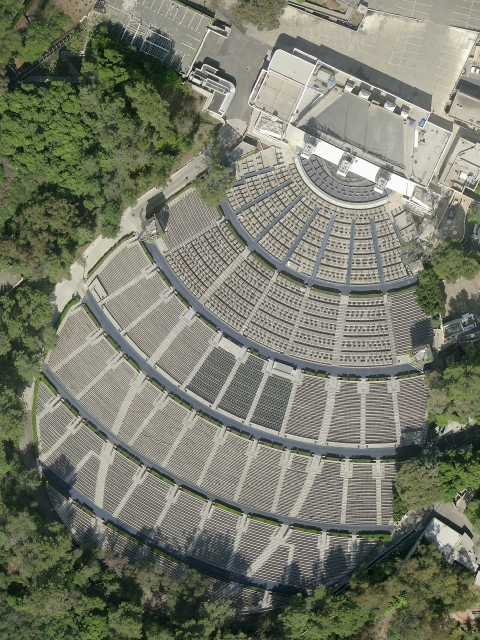
会場となったハリウッド・ボウル（USGSによる衛星画像）

『ザ・ビートルズ・スーパー・ライヴ!』 (原題 : The Beatles at the Hollywood Bowl) は、1977年5月に発売されたビートルズのライブ・アルバムである。1964年8月と1965年8月にロサンゼルスのハリウッド・ボウルで行われたライブ演奏が収録された。なお、本作はビートルズの初の公式ライブ・アルバムとなっている。
2016年9月9日にロン・ハワード監督のドキュメンタリー映画『ザ・ビートルズ〜EIGHT DAYS A WEEK - The Touring Years』の公開に合わせて、ボーナス・トラックとして4曲を追加収録したリマスター盤が「ライヴ・アット・ザ・ハリウッド・ボウル」（Live at the Hollywood Bowl）というタイトルで発売された。

## 背景
キャピトル・レコードは当初、1964年にニューヨークのカーネギー・ホールでのライブ演奏を録音することを計画していたが、米国音楽家連盟から承諾が得られなかった。その後、1964年8月23日と1965年8月30日にロサンゼルスのハリウッド・ボウルで行われたライブ演奏の録音する計画に変更された。オリジナル・レコーディングはジョージ・マーティン監督の下、ヴォイル・ギルモアのプロデュースにより、3トラックレコーダーによって行われた。エンジニアはヒュー・デイヴィス（1964年）、ピート・アボット（1965年）。
当初は録音状態が満足するに至らなかった為に、発売される予定はなく蔵入りになった。その後1971年に、当時ジョン・レノンやジョージ・ハリスンのアルバムをプロデュースしていたフィル・スペクターへ、アルバム完成をさせるべく検証のためにマスターテープが渡されたが、この時スペクターが作業結果に満足しなかったか、そもそもテープすら試聴されなかったのか真相は不明のまま、発表および発売するまでには至らず、更に6年もの間放置されていた。
この間、1970年初頭に1964年8月の公演のライブ音源の完全版が海賊盤で出回っていた。
その後、デビュー直後のビートルズが出演したハンブルクのスタークラブに於いて一般家庭用のテープレコーダーで録音された音質の悪いライブ盤『デビュー! ビートルズ・ライヴ'62』が発売されることを知ったキャピトル・レコードの社長バスカー・メノンは、再びキャピトルの倉庫からマスターテープを取り寄せ、ジョージ・マーティンに改めてプロデュースを依頼した。マーティンはエンジニアのジェフ・エメリックとともに、3トラックテープをマルチ・トラックに移し、両日のベスト・トラックを選び出してリミックス、フィルタリングを施してサウンドを整えた。すべての作業はロンドンのエア・スタジオ（ジョージ・マーティンが所有）において、1977年1月に行われた。LPのライナーノーツには、マーティン自身のコメントとして「ヴォーカル、楽器のオーバーダビングは一切していない」との説明がされている。
アルバムのスリーブには、「録音は1964年8月23日と1965年8月30日に行なわれた」と表記されているが、「涙の乗車券」と「ヘルプ!」は1965年8月29日、「ディジー・ミス・リジー」は1965年8月29日と30日に録音された音源を繋ぎ合わせたものが収録されている。
また、1964年8月23日と1965年8月30日の公演で演奏された楽曲のうち、1964年8月23日の公演の「ツイスト・アンド・シャウト」、「ユー・キャント・ドゥ・ザット」、「キャント・バイ・ミー・ラヴ」、「恋におちたら」、「抱きしめたい」、「ア・ハード・デイズ・ナイト」、1965年8月30日の公演の「アイ・フィール・ファイン」、「みんないい娘」、「ベイビーズ・イン・ブラック」、「アイ・ウォナ・ビー・ユア・マン」、「アイム・ダウン」は未収録。未収録となった楽曲のうち、1965年の公演の「ベイビーズ・イン・ブラック」はシングル『リアル・ラヴ』（1996年）に、1964年の公演の「抱きしめたい」はスタジオ音源と合成されたものがアルバム『LOVE』（2006年）に収録され、2016年に発売されたリマスター盤『ライヴ・アット・ハリウッド・ボウル』には、ボーナス・トラックとして1964年の公演の「ユー・キャント・ドゥ・ザット」と「抱きしめたい」、1965年の公演の「みんないい娘」と「ベイビーズ・イン・ブラック」が追加収録された。
本作はイギリスではパーロフォンからリリースされ、20万ポンドを投じたテレビ広告が大々的に展開された。イギリスの全英シングルチャートでは最高位第1位を獲得。アメリカでは、Billboard 200で最高位第2位を獲得し、キャッシュボックス誌では最高位第3位を獲得している。英国レコード産業協会からミリオン・セラーを認定されている。

## ライヴ・アット・ザ・ハリウッド・ボウル
本作は長らく廃盤となっていたが、2016年9月9日にロン・ハワード監督によるドキュメンタリー映画『ザ・ビートルズ〜EIGHT DAYS A WEEK - The Touring Years』の公開に合わせて本作のリマスター盤が発売された。アナログ盤未収録の楽曲4曲を追加、ジャケット写真を一新したリマスター盤として初CD化された。原題が「Live At The Hollywood Bowl」に改められたことに合わせ、邦題も「ライヴ・アット・ザ・ハリウッド・ボウル」と原題に近いものに改められている。楽曲はジャイルズ・マーティンとサム・オケルにより、マスターの3トラックテープまで遡ってリミックスとリマスターが行われている。
『ライヴ・アット・ハリウッド・ボウル』発売のプロモーションとして、「ボーイズ」のパフォーマンス映像が公開された。
なお、ボーナス・トラックとして収録された4曲のうち、「ベイビーズ・イン・ブラック」はシングル『リアル・ラヴ』収録音源と同様のものである。

## 収録曲
| #         | タイトル                                                  | 作詞・作曲                                                  | 録音日                                              | 時間  |
| --------- | --------------------------------------------------------- | ----------------------------------------------------------- | --------------------------------------------------- | ----- |
| 1.        | 「ツイスト・アンド・シャウト」(Twist And Shout)           | フィル・メドレー （ 英語版 ） バート・ラッセル （ 英語版 ） | 1965年8月30日                                       | 1:33  |
| 2.        | 「シーズ・ア・ウーマン」(She's a Woman)                   | レノン＝マッカートニー                                      | 1965年8月30日                                       | 2:53  |
| 3.        | 「ディジー・ミス・リジー」(Dizzy Miss Lizzy)              | ラリー・ウィリアムズ                                        | 1965年8月29日（後半部分） 1965年8月30日（前半部分） | 3:39  |
| 4.        | 「涙の乗車券」(Ticket to Ride)                            | レノン＝マッカートニー                                      | 1965年8月29日                                       | 2:51  |
| 5.        | 「キャント・バイ・ミー・ラヴ」(Can't Buy Me Love)         | レノン＝マッカートニー                                      | 1965年8月30日                                       | 2:14  |
| 6.        | 「今日の誓い」(Things We Said Today)                      | レノン＝マッカートニー                                      | 1964年8月23日                                       | 2:18  |
| 7.        | 「ロール・オーバー・ベートーヴェン」(Roll Over Beethoven) | チャック・ベリー                                            | 1964年8月23日                                       | 2:53  |
| 合計時間: | 合計時間:                                                 | 合計時間:                                                   | 合計時間:                                           | 18:21 |

| #         | タイトル                                           | 作詞・作曲                                                             | 録音日        | 時間  |
| --------- | -------------------------------------------------- | ---------------------------------------------------------------------- | ------------- | ----- |
| 1.        | 「ボーイズ」(Boys)                                 | ルーザー・ディクソン （ 英語版 ） ウェス・ファレル （ 英語版 ）        | 1964年8月23日 | 2:08  |
| 2.        | 「ア・ハード・デイズ・ナイト」(A Hard Day's Night) | レノン＝マッカートニー                                                 | 1965年8月30日 | 3:13  |
| 3.        | 「ヘルプ!」(Help!)                                 | レノン＝マッカートニー                                                 | 1965年8月29日 | 2:46  |
| 4.        | 「オール・マイ・ラヴィング」(All My Loving)        | レノン＝マッカートニー                                                 | 1964年8月23日 | 2:15  |
| 5.        | 「シー・ラヴズ・ユー」(She Loves You)              | レノン＝マッカートニー                                                 | 1964年8月23日 | 2:31  |
| 6.        | 「ロング・トール・サリー」(Long Tall Sally)        | エノトリス・ジョンソン ロバート・ブラックウェル リチャード・ペニーマン | 1964年8月23日 | 2:18  |
| 合計時間: | 合計時間:                                          | 合計時間:                                                              | 合計時間:     | 15:11 |

| #         | タイトル                                            | 作詞・作曲             | 録音日        | 時間  |
| --------- | --------------------------------------------------- | ---------------------- | ------------- | ----- |
| 14.       | 「ユー・キャント・ドゥ・ザット」(You Can't Do That) | レノン＝マッカートニー | 1964年8月23日 | 2:34  |
| 15.       | 「抱きしめたい」(I Want to Hold Your Hand)          | レノン＝マッカートニー | 1964年8月23日 | 2:29  |
| 16.       | 「みんないい娘」(Everybody's Trying to Be My Baby)  | カール・パーキンス     | 1965年8月30日 | 2:21  |
| 17.       | 「ベイビーズ・イン・ブラック」(Baby's in Black)     | レノン＝マッカートニー | 1965年8月30日 | 2:44  |
| 合計時間: | 合計時間:                                           | 合計時間:              | 合計時間:     | 10:08 |

## クレジット
- ジョン・レノン - リード・ボーカル、バッキング・ボーカル、リズムギター
- ポール・マッカートニー - リード・ボーカル、バッキング・ボーカル、ベース
- ジョージ・ハリスン - リードギター、バッキング・ボーカル、リード・ボーカル（「ロール・オーバー・ベートーヴェン」「みんないい娘」）
- リンゴ・スター - ドラム、リード・ボーカル（ボーイズ）

## チャート成績

### 週間チャート
| チャート (1977年)                     | 最高位 |
| ------------------------------------- | ------ |
| オーストラリア (Kent Music Report)    | 12     |
| オーストリア (Ö3 Austria)             | 3      |
| カナダ (RPM)                          | 8      |
| 日本 (オリコン週間LPチャート)         | 1      |
| ニュージーランド (RIANZ)              | 18     |
| ノルウェー (VG-lista)                 | 4      |
| スウェーデン (Sverigetopplistan)      | 17     |
| UK アルバムズ (OCC)                   | 1      |
| US Billboard 200                      | 2      |
| 西ドイツ (Media Control Albums Chart) | 10     |

| チャート (2016年)                     | 最高位 |
| ------------------------------------- | ------ |
| 日本 (オリコン週間アルバムランキング) | 3      |
| UK アルバムズ (OCC)                   | 3      |
| US Billboard 200                      | 7      |

### 年間チャート
| チャート (1977年)                  | 順位 |
| ---------------------------------- | ---- |
| オーストラリア (Kent Music Report) | 86   |
| 日本 (オリコン年間LPチャート)      | 15   |
| カナダ (Canadian Albums Chart)     | 54   |

## 認定
| 国/地域                    | 認定     | 認定/売上数 |
| -------------------------- | -------- | ----------- |
| カナダ (Music Canada)      | Platinum | 100,000^    |
| フランス (SNEP)            | Gold     | 268,800     |
| 日本 (オリコンチャート)    |          | 186,000     |
| イギリス (BPI)             | Gold     | 100,000^    |
| アメリカ合衆国 (RIAA)      | Platinum | 1,000,000^  |
| ^ 認定のみに基づく出荷枚数 |          |             |